# Money in the Bank 2021
Money in the Bank 2021 è stata la dodicesima edizione dell'omonimo evento in pay-per-view prodotto annualmente dalla WWE. L'evento si è svolto il 18 luglio 2021 alla Dickies Arena di Fort Worth (Texas).

## Storyline
Nella puntata di Raw del 21 giugno si svolsero i primi tre match di qualificazione al Money in the Bank Ladder match maschile: Riddle sconfisse Drew McIntyre, Ricochet superò AJ Styles e John Morrison batté Randy Orton. Nella puntata di SmackDown del 25 giugno Big E si qualificò dopo aver sconfitto Apollo Crews. Nella puntata di Raw del 28 giugno si qualificò Drew McIntyre, il quale sconfisse AJ Styles e Riddle (quest'ultimo lottò in sostituzione dell'indisposto Randy Orton) in un triple threat match. Nella puntata di SmackDown del 2 luglio Kevin Owens ottenne la qualificazione dopo aver sconfitto Sami Zayn in un Last Man Standing match. Nella puntata di SmackDown del 9 luglio si qualificarono Seth Rollins e Shinsuke Nakamura, i quali sconfissero rispettivamente Cesaro e Baron Corbin.
Analogamente, nella puntata di Raw del 21 giugno si svolsero i primi due incontri di qualificazione al Money in the Bank Ladder match femminile: Asuka e Naomi sconfissero Eva Marie e Doudrop, mentre Alexa Bliss e Nikki A.S.H. batterono Nia Jax e Shayna Baszler. Nelle puntate di SmackDown del 25 giugno e 2 luglio l'official Sonya Deville nominò rispettivamente Carmella e la rientrante Zelina Vega come partecipanti al match per la valigetta. Nella puntata di SmackDown del 9 luglio, Carmella venne rimossa dall'incontro, visto che fu scelta come sostituta dell'infortunata Bayley nel match valevole per lo SmackDown Women's Championship di Bianca Belair; poco dopo, Deville decise che Liv Morgan avrebbe preso il posto di Carmella nel Money in the Bank Ladder match. Nella puntata di SmackDown del 16 luglio le Women's Tag Team Champions Natalya e Tamina vennero scelte come ultime due partecipanti all'incontro.
Nella puntata di Raw del 21 giugno Kofi Kingston e Xavier Woods ebbero un confronto con il WWE Champion Bobby Lashley e il suo manager MVP e di conseguenza, Kingston che sfidò il campione ad un incontro per il titolo, dopo avergli ricordato di averlo sconfitto durante la puntata di Raw del 17 maggio. Un match tra Lashley e Kingston con in palio il WWE Championship fu quindi sancito per Money in the Bank.
Il 20 giugno, a Hell in a Cell, Charlotte Flair sconfisse la Raw Women's Champion Rhea Ripley per squalifica e nella puntata di Raw del 21 giugno l'official Sonya Deville sancì dunque un rematch tra le due per Money in the Bank.
L'11 aprile, a WrestleMania 37, Roman Reigns difese con successo l'Universal Championship contro Edge e Daniel Bryan in un triple threat match. Nella puntata di SmackDown del 25 giugno Edge fece il suo ritorno a sorpresa, attaccando brutalmente sia Reigns che il suo aiutante Jimmy Uso e la settimana successiva, fu annunciato il rematch da Adam Pearce.

## Risultati
| #       | Match | Stipulazioni                                              | Durata |
| ------- | --- | --------------------------------------------------------- | ------ |
| Kickoff | Gli Usos hanno sconfitto Rey e Dominik Mysterio (c)                                                              | Tag team match per il WWE SmackDown Tag Team Championship | 11:25  |
| 1       | Nikki A.S.H. ha sconfitto Alexa Bliss, Asuka, Liv Morgan, Naomi, Natalya, Tamina e Zelina Vega                   | Women's Money in the Bank Ladder match                    | 15:45  |
| 2       | AJ Styles e Omos (c) hanno sconfitto i Viking Raiders                                                            | Tag team match per il WWE Raw Tag Team Championship       | 12:55  |
| 3       | Bobby Lashley (c) (con MVP) ha sconfitto Kofi Kingston per sottomissione                                         | Single match per il WWE Championship                      | 07:35  |
| 4       | Charlotte Flair ha sconfitto Rhea Ripley (c) per sottomissione                                                   | Single match per il WWE Raw Women's Championship          | 16:50  |
| 5       | Big E ha sconfitto Drew McIntyre, John Morrison, Kevin Owens, Shinsuke Nakamura, Ricochet, Riddle e Seth Rollins | Money in the Bank Ladder match                            | 17:40  |
| 6       | Roman Reigns (c) (con Paul Heyman) ha sconfitto Edge                                                             | Single match per il WWE Universal Championship            | 33:10  |